# Rend a lelke mindennek (könyv)
Rend a lelke mindennek (人生がときめく片づけの魔法, Dzsinszei ga Tokimeru Katazuke no Mahó) című könyv Marie Kondo (近藤 麻理恵), egy japán rendszerezési szakértő könyve, amelyben saját módszerét a KonMari (こんまり) módszert írja le a rendrakás művészetéről, amely az életmódban és az életszemléletben is radikális változásokat idéz elő.

## Élete
Marie Kondo 1984. október 9-én született Japánban. 2014-ben könyve születésekor tanácsadóként dolgozott és sikeres üzleti vállalkozása volt Tokióban, ma már San Franciscoban él családjával. Már gyermekkora óta érdekelte a takarítás és rendszerezés. Ötéves korában kezdte el forgatni a háziasszonyoknak szóló magazinokat és 15 évesen döntött úgy, hogy komolyabban is tanulmányozni kezdi a rendrakás művészetét.  Alsó tagozatos középiskolás korában elolvasta a Nagisa Tacumi The Art of Discarding című könyvét és teljesen megváltoztatta az életét, akkor találkozott először azzal, hogy mekkora jelentősége van a selejtezésnek. Akkor vált világossá mennyi felesleges dolgot tárolt azért, mert nem nézte át alaposan az általa birtokolt tárgyakat. Fontos azonban, hogy nem azokra a tárgyakra kell koncentrálni, amikre már nincs szükség, hanem azokat a dolgokat kell keresni, amiket szeretnénk megtartani, amikre szükségünk van, és amik valóban örömet szereznek. 19 éves volt, amikor a tokiói Woman’s Christian egyetemen tanult és megírta a Tidying up as seen from the perspective of gender című művét. A módszerét a sintó spiritualitás inspirálta, mivel a takarítás és rendszerezés egy spirituális gyakorlat tud lenni, mint a sintoizmusban, az, ami az energia és a szellemmel kapcsolatos dolgokra koncentrál.

## KonMari módszer
KonMari módszer elnevezését Marie Kondo becenevéből (a vezetékneve és a keresztneve első betűiből) kapta. Az első lépés a selejtezés, majd ezt követi a tér teljes és alapos átrendezése. A rendrakás az élet minden más területére pozitív hatást gyakorol, a munkát és a családot is beleértve. A gondolkodás megváltozásával a rendrakás óriási horderejű változásokat idéz elő. A fogyasztói társadalom folyamatosan azt sugallja, hogy szükségünk van az újabb és modernebb tárgyakra, amikből sosem elég. Ez a módszer megtanít arra is, hogy mire van szükségünk és mire nincs. A Marie Kondo tanfolyama végén az ügyfelek még kevesebb dolgot tartanak meg, mint amennyit a tanfolyam során sikerül kiselejtezni, valamint gyakran lecserélték bútoraikat is, aminek az oka az, hogy csak olyan tárgyakkal veszik körbe magukat, amik hasznosak, és örömmel tölti el őket. Mindenki, aki végigcsinálta a tanfolyamot valóban beszámolt valamilyen téren az életében végbemenő változásról, ami átalakította az életét. Két fő részre oszlik a módszer. Első lépés a selejtezés és ezt követi a tér teljes és alapos átrendezése, egyetlen menetben.

### A kezdet
Az ideális élet megteremtéséhez először el kell képzelni, hogy milyen életet szeretne élni az ember. A KonMari módszer követésével egyszer kell rendet tenni, de a rendrakás nem a cél, hanem az eszköz, hogy olyan életet teremtsen az ember, amit mindig is szeretett volna élni. Az otthon rendbetételével az elme is rendezetté válik. A rend mindig az illető személyes értékrendjétől függ, és attól, hogy ő hogyan szeretné élni az életét. Végül ott lesz előtted, az, ami megmaradt, így könnyen ráébredsz arra, hogy mi az, ami igazán érdekel, ami igazán tetszik és, ami boldoggá tesz. A rendteremtésnek nincs értelme mindaddig, amíg az egész csak arról szól, hogy fáradt és frusztrált vagy miatta, és nem az a célod a rendrakással, hogy boldog légy. Csak el kell képzelned, hogy olyan világ vesz körül, ahol a körülötted lévő tárgyak mind tetszenek, örömmel töltenek el és melengetik a szívedet. Marie Kondo ezt nevezi a rendrakás varázslatának, mely megváltoztatja az életed.

### Selejtezés
A tárgyak selejtezését csak az adott sorrendben szabad elvégezni: ruhák, könyvek, iratok, komonok (小物, jelentése: kicsi, apró tárgyak, de ebbe a kategóriába minden egyéb tárgy beletartozik) és végül a szentimentális, érzelmi kötődésű tárgyak. Ha helyiségenként lomtalanítunk, akkor az azonos kategóriába tartozó tárgyakból sosem látjuk, hogy pontosan mennyi dolgot birtoklunk. Minden egyes kategóriába tartozó tárgyakat egy helyre kell tenni. Ekkor szembesülünk azzal, hogy pontosan mennyit is birtoklunk az adott tárgyakból. Ezt követően egyesével minden egyes darabot a kezünkbe kell venni. Marie Kondo leírja, hogy a testünk reagál az adott tárgyra, ezért örömet az adott tárggyal kapcsolatban, vagy nem. Ha igen akkor meg kell tartanunk, de amennyiben nem érzünk örömet az adott tárgy gondolatától meg kell tőle szabadulni. Ha ennek ellenére mégsem tudunk megválni tőle, át kell gondolni, hogy pontosan mi az oka, hogy nem szeretnénk tőle megválni. Ha drága volt, vagy ajándék, de mégsem szeretjük, azzal tennénk rosszat, ha megtartanánk, mert folyamatosan bűntudatot éreznénk, hogy ezek ellenére sem használjuk és szeretjük az adott tárgyat. A rendrakás mindig zen módban történjen, így tudunk csendben magunkra figyelni és helyesen dönteni a tárgyainkról. A háttérzaj zavarja a kommunikációt köztünk és a tárgyaink között. Emellett az is fontos, hogy mindig egyedül végezzük a folyamatot, mert mások is zavaró tényezőként szolgálhatnak. Törekedni kell a tökéletességre, bár a tökéletesség elérhetetlen mégis a lehető legszigorúbbnak kell lenni magunkhoz. A tárgyaknak az a dolguk, hogy kiszolgálják és boldoggá tegyék tulajdonosukat. A helyes sorrend betartása, azért fontos, mert míg a ruhák könnyen beszerezhetőek és pótolhatók az szentimentális tárgyak amellett, hogy nehezebben dönteni a sorsuk felől pótolhatatlanok is.

### Rendszerezés
A legfontosabb szabály ennél a módszernél, hogy minden egyes tárgynak meg legyen a saját helye a lakásunkban. Amikor egy tárgyra szükségünk van, egyből tudjuk, hogy hol van, és használat után a tárgyat gondolkodás nélkül tudjuk, hova kell visszatennünk. Szükség van a dolgaink kategorizálására és egy adott helyen tartására. A tárolást a lehető legegyszerűbben és legpraktikusabban kell megoldani, a túl bonyolult tárolási rendszerek gyakran egy idő után átláthatatlanok lesznek. A függőlegesen tárolt tárgyakat könnyebb rendben tartani és jobban átláthatóak. Végül ott lesz előtted, az, ami megmaradt, így könnyen ráébredsz arra, hogy mi az, ami igazán érdekel, ami igazán tetszik és, ami boldoggá tesz.Olyan világ vesz körül, ahol a körülötted lévő tárgyak mind tetszenek, örömmel töltenek el. Marie Kondo ezt nevezi a rendrakás varázslatának, mely megváltoztatja az életed. Marie Kondo úgy beszél a tárgyairól, mintha élnének. Amikor hazaér a munkából köszönti a lakását, és az őt kiszolgáló tárgyaknak minden nap megköszöni, hogy kiszolgálták őt. Úgy látja, hogy a tárgyaink meghálálják a törődést, és sokkal tovább tartanak, szolgálnak minket, ha hálásak vagyunk és köszönetet mondunk nekik.

## Munkássága

### Kiadás
Marie Kondo négy könyvet írt a rendszerezésről, amelyek több millió példányban kerültek eladásra és számos fordítás született jó pár nyelven, például koreaiul, kínaiul, spanyolul, indonézül, franciául, németül, svédül, portugálul, angolul, valamint magyarul is. Több, mint 30 országban publikálták. 2011-ben bestseller volt Japánban, 2014-ben Európában és az Egyesült Államokban. 2015-ben felkerült a The Times 100 legbefolyásosabb ember listájára.

### Megjelenés a médiában
2013-ban két részes TV műsort készítettek Marie Kondoval munkájáról, aminek címe megegyezik a Rend a lelke mindennek (人生がときめく片づけの魔法, Dzsinszei ga Tokimeku Katazuke no Mahó) című könyvével. Rájött, hogy egy videó sorozat az egyik legjobb módjai a módszere bemutatásának és átadásának a nézői, követői számára. 2019. január 1-jén Netflix sorozat indult Tidying Up with Marie Kondo címmel. A sorozat bemutatja, ahogy Marie Kondo meglátogat különböző amerikai családokat az otthonukban és segít nekik, hogy elsajátítsák a KonMari módszert és örökre száműzzék a rendetlenséget az otthonukból.

### Megjelent művei
Dzsinszei ga Tokimeku Katazuke no Mahó (人生がときめく片づけの魔法).
- Tokyo: Sunmark Shuppan, 2011; ISBN 978-4-7631-3120-1 (eredeti mű)
- Német fordítás. 2013; ISBN 978-3-499-62481-0.
- Angol fordítás. The Life-Changing Magic of Tidying Up: The Japanese Art of Decluttering and Organizing. New York: Ten Speed Press, 2014; ISBN 978-1607747307.
- Magyar fordítás: Rend a lelke mindennek. Budapest, 2014; ISBN 978-615-80135-0-5

Dzsinszei ga Tokimeku Katazuke no Mahó 2 (人生がときめく片づけの魔法2). Tokyo: Sunmark Shuppan, 2012; ISBN 978-4-7631-3241-3.
Mainicsi ga Tokimeku Katazuke no Mahó (毎日がときめく片付けの魔法), Tokyo: Sunmark Shuppan, 2014; ISBN 978-4-7631-3352-6.
Iraszuto de Tokimeku Katazuke no Mahó = The Illustrated Guide to the Life-Changing Magic of Tidying Up (イラストでときめく片付けの魔法）. Tokyo: Sunmark Shuppan, 2015; ISBN 978-4-7631-3427-1.
Manga de Yomu Dzsinszei ga Tokimeku Katazuke no Mahó. Tokyo: Sunmark Publishing, 2017;
- Angol fordítás. The Life-Changing Manga of Tidying Up: a magical story. New York: Ten Speed Press, 2017; ISBN 978-0-399-58053-6.